# ガラス状炭素

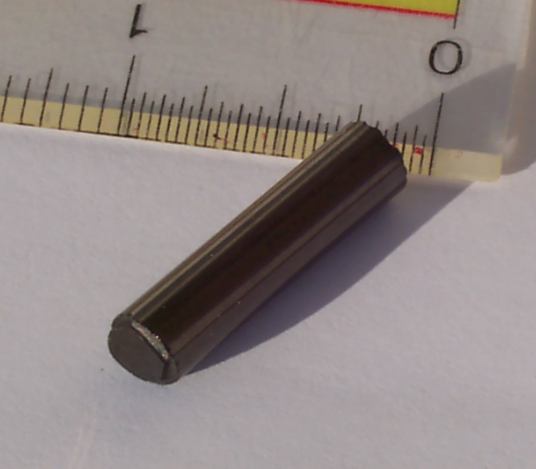
ガラス状炭素製の棒

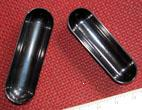
ガラス状炭素製のるつぼ

ガラス状炭素(Glassy carbon)は、ガラスとセラミックの性質を併せ持つ非黒鉛化炭素である。最も重要な特徴は、高い温度抵抗、固さ（モース硬度7）、低い密度、低い電気抵抗、低い摩擦、低い熱抵抗、非常に高い化学抵抗性、気体や液体の不浸透性等である。ガラス状炭素は、電極材料やるつぼ、人工装具の部品等に用いられる。

## 歴史
1950年代にマンチェスターのカーボランダム社の研究室で材料科学者のバーナード・レッドファーンが初めて観察した。彼は、加熱炉内でロケットノズルのセラミックサンプルを保持していたセロハンテープが不活性気体中で加熱された後もある種の構造の同一性を維持していることに気付いた。彼はダイヤモンドの構造に似たポリマーを探し、触媒無しで生成されたレゾール樹脂を発見した。
イギリスでの特許は1960年1月11日、アメリカ合衆国での特許は1961年1月9日に取得された。ガラス状炭素は、熱核爆発の素材として研究が進められ、国家安全保障の観点から、少なくとも周辺の特許のいくつかが1960年代に取り消された。
2011年10月11日、Carnegie Geophysical LaboratoryのWendy L. Maoと大学院生のYu Linは、高圧下で製造された新しい形のガラス状炭素は、ダイヤモンドと同等の固さを持つが、ダイヤモンドと異なり、構造は無定型で、その固さは等方性であるということを示した。研究は現在も続けられている。

## 構造
ガラス状炭素の構造は、長い間議論を呼んでいた。初期の構造モデルは、sp2-とsp3-の両方の炭素が存在すると仮定していたが、現在では、ガラス状炭素内の炭素は全てsp2-であることが知られている。しかし、より最近の研究では、ガラス状炭素はフラーレンのような構造を持つことが示唆されている。
ガラス状炭素は無定形炭素と混同されやすいが、IUPACでは「ガラス状炭素は、二次元の構造から構成され、ダングリングボンドを持たないため、無定形炭素（アモルファス炭素）と記述することはできない。」と記している。
貝殻状断口を持つ。

## 電気化学的性質
水溶液中のガラス状炭素電極は、ヒドロニウムイオンの還元の不活性電極であると考えられている。
H3O+(aq) + e- {\displaystyle {\rm {\stackrel {GCE}{\rightleftharpoons }}}} H{\displaystyle \cdot }(aq)   Eo = -2.10 V versus NHE at 25 °C
対照的に、白金電極での反応は、以下のようになる。
H3O+(aq) + Pt(s) + e- {\displaystyle \rightleftharpoons } Pt:H(s)   Eo = 0.000 V versus NHE at 25 °C
この2.1Vの差は、Pt-H結合が共有結合であり、安定化されるという白金の性質に依る。